# 23 Pułk Czołgów Średnich
23 Pułk Czołgów Średnich (23 pcz) – oddział wojsk pancernych ludowego Wojska Polskiego.

## Formowanie

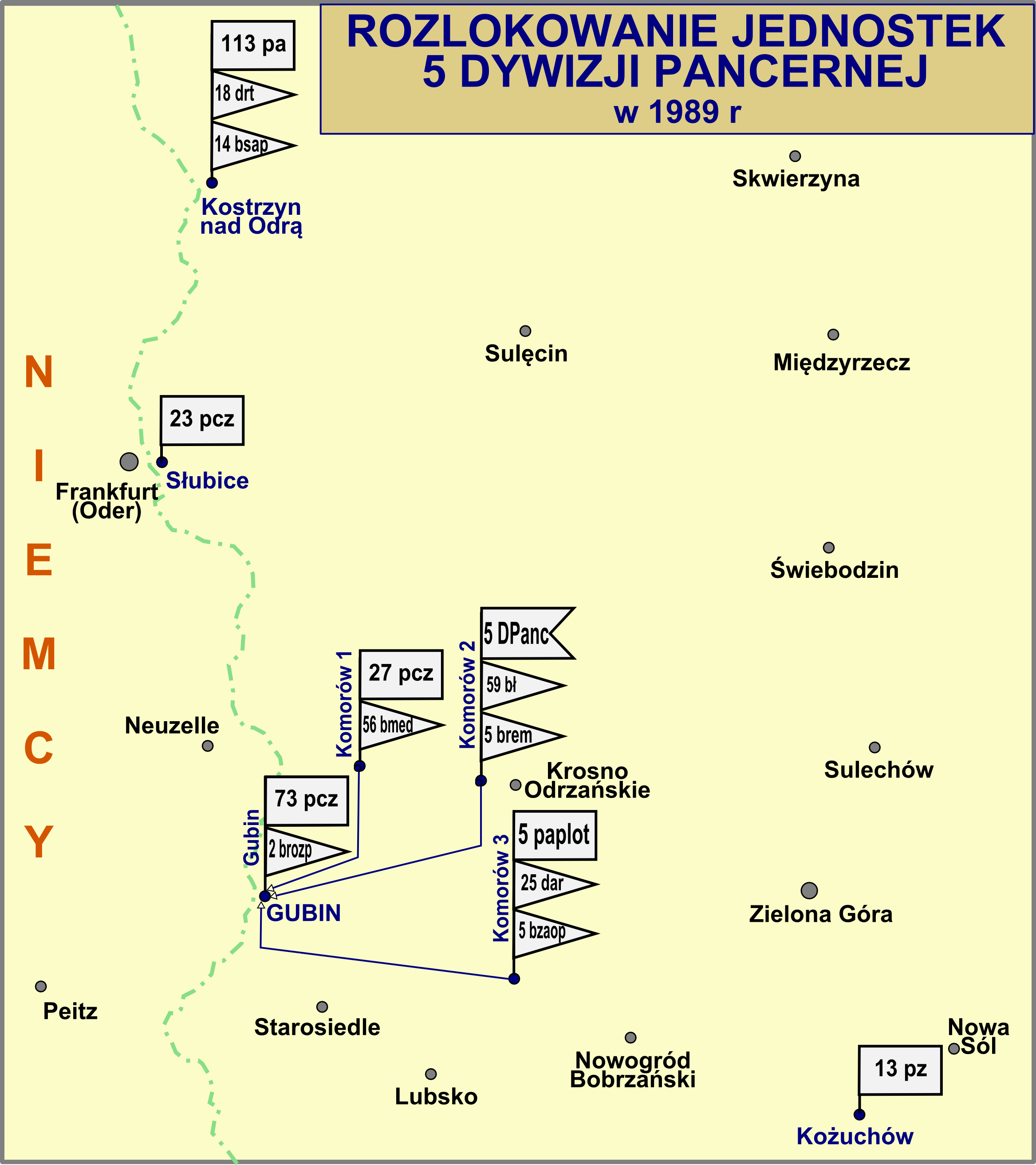
Rozlokowanie 5 DPanc w 1989

17 maja 1951 Minister Obrony Narodowej wydał rozkaz o sformowaniu pułku, w terminie do 1 grudnia 1952, w Kostrzynie nad Odrą, w składzie 19 Dywizji Zmechanizowanej. 18 października tego roku nakazano przenieść miejsce formowania i miejsce stałej dyslokacji do garnizonu Słubice. W 1957, po przemianowaniu 19 DZ na 5 Saską Dywizję Pancerną wchodził w skład tej dywizji. Do rozformowania w 1989 r. stacjonował w garnizonie Słubice.

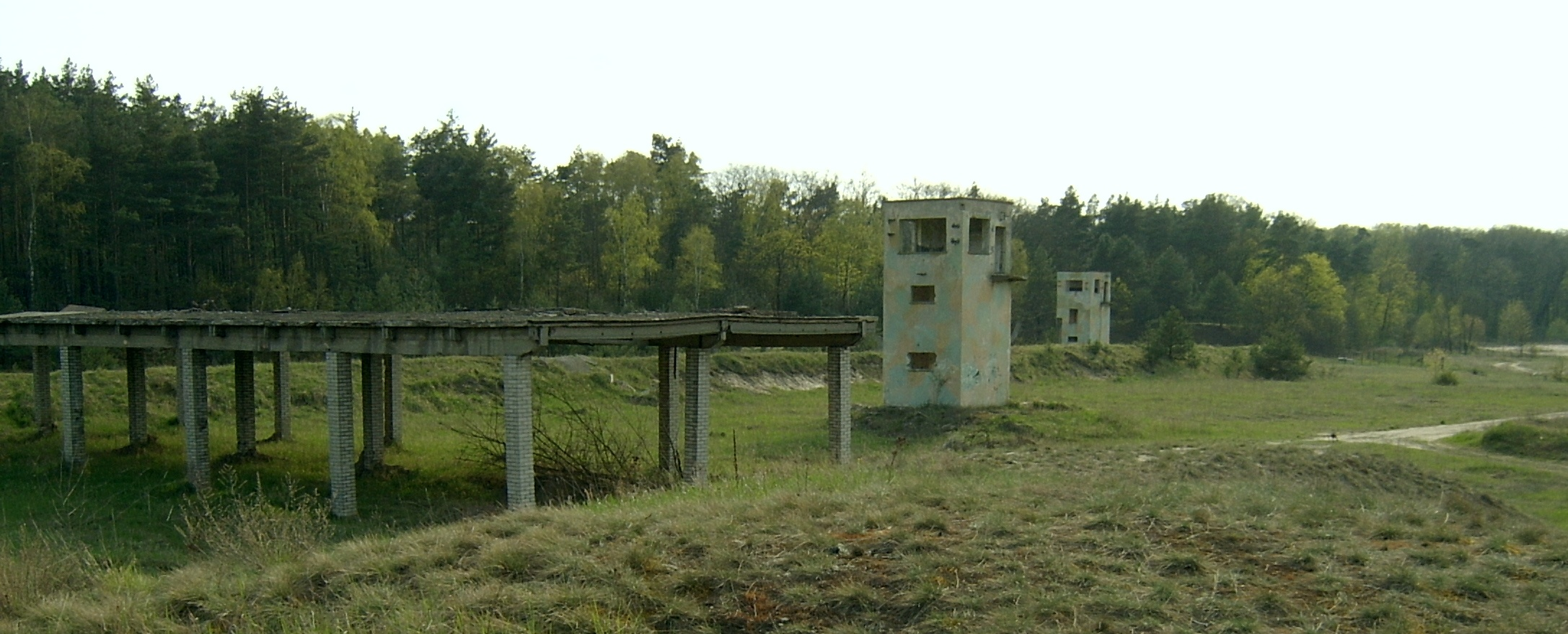
Dawne tereny wojskowe w Słubicach

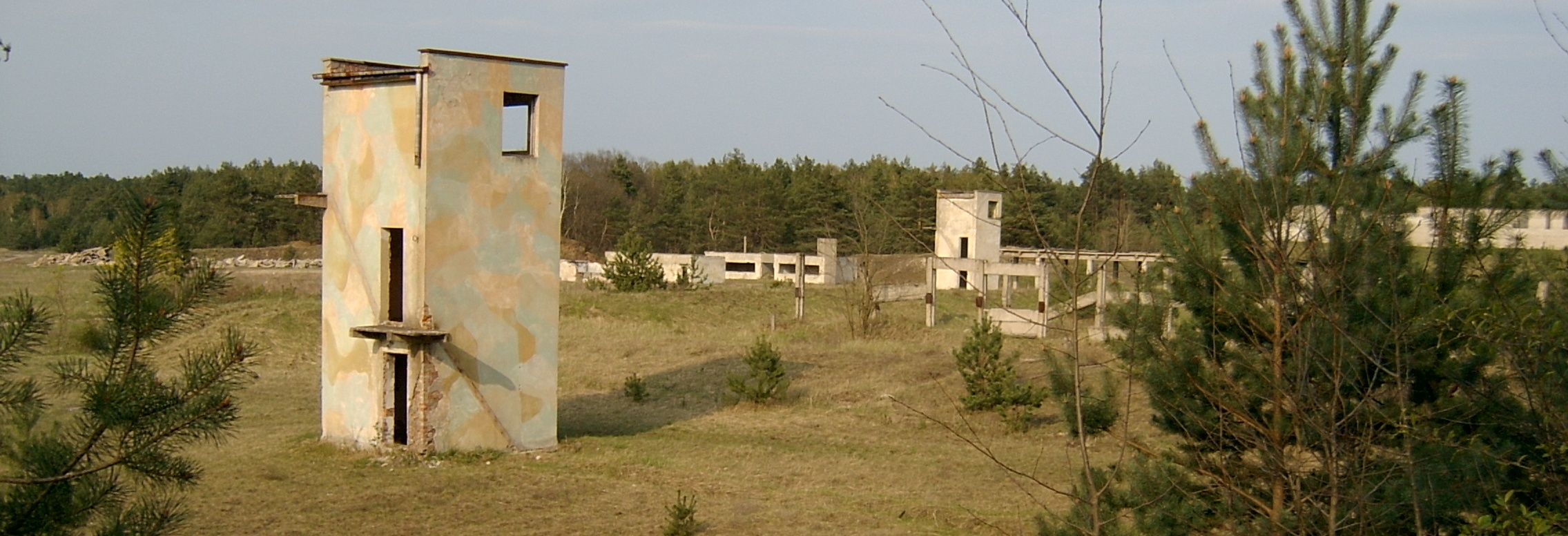

## Koszary
W miejscu dawnych koszar znajdują się obecnie:	 
- Parking przy ul. Piłsudskiego,
- Domy studenckie Collegium Polonicum przy ul. Piłsudskiego,
- Hala Sportowa przy ul. Akademickiej,
- Urząd Miasta przy ul. Akademickiej,
- Powiatowy Urząd Pracy oraz Starostwo Powiatowe,
- Prokuratura Rejonowa przy ul. Konstytucji 3 Maja,
- Kostrzyńsko-Słubicka Specjalna Strefa Ekonomiczna.

## Żołnierze pułku
Dowódcy pułku
- mjr Witold Wereszczyński (1954-1956)
- mjr Wojnar (do 1962)
- mjr/ppłk dypl. Maciej Żytecki (1975-1981)
- mjr/ppłk dypl. Adam Rębacz (1981-1984)
- ppłk dypl. Edward Szwagrzyk (1984-1987)
- ppłk dypl. Antoni Tkacz (od 1987)